# إعادة ضبط الطور في العصبونات
إعادة ضبط الطور في العصبونات هو سلوك ملاحظ في مختلف التذبذبات البيولوجية ويلعب دورًا في نشأة التزامن العصبي وغيرها من العمليات داخل الجسم. تحدث إعادة ضبط الطور في العصبونات عندما ينحرف السلوك الديناميكي لتذبذب ما. يحدث هذا بدوره عندما يحدث المنبه اضطرابًا في طور الدورة التذبذبية وينتج تغيير في الدور. يختلف دور هذه التذبذبات اعتمادًا على النظام البيولوجي، مع أمثلة مثل: (1) قد تتغير الاستجابات العصبية خلال الميلي ثانية لتنقل المعلومات بسرعة؛ (2) تحدث التغيرات القلبية والتنفسية على مدار اليوم في غضون ثوان؛ (3) قد يتغير النظم اليوماوي على مدار سلسة من الأيام؛ (4) قد يُقاس الدور في نظم مثل السبات الشتوي بالسنوات. يُعد نمط نشاط العصبونات هذا ظاهرة ملاحظة في مختلف الدورات العصبية في جميع أنحاء الجسم إذ يمكن رؤيتها في نماذج العصبونات الفردية وداخل المجموعات العصبونية. يستخدم العديد من هذه النماذج منحنيات استجابة الطور (إعادة الضبط) إذ يضطرب تذبذب العصبون ويُقاس تأثير هذا الاضطراب على دورة طور العصبون.

## الحدوث البيولوجي

### الصرع
يُعرف الصرع تقليديًا بأنه مرض ناتج عن النشاط العصبي مفرط التزامن. أظهرت الأبحاث إمكانية تحول بعض التغييرات في طوبولوجيا الشبكات العصبية والزيادة في تقويتها المشبكية إلى حالات فرط استثارية. تطلق شبكات العصبونات الطبيعية في أنماط متزامنة ما يؤدي إلى اتصالها؛ عندما ترتفع استثارية هذا السلوك بشكل أكبر، قد يحدث عندئذ «انفجار» وازدياد كبير في هذا الاتصال. تؤدي هذه الزيادة بعد ذلك إلى التنشيط المفرط للشبكات العصبية وفي النهاية إلى النوبات. تبرز أمراض مثل الصرع أهمية تنظيم التزامن بين الشبكات العصبية من أجل منع النشاطات غير المتزامنة. قد تساعد دراسة التنظيم العصبي في تحديد الوسائل الممكنة لإنقاص أعراض النشاط غير المتزامن مثل النشاط الملاحظ في الصرع.

### الذاكرة
تُعد إعادة ضبط الطور عملية مهمة في تشكيل الذكريات طويلة الأمد. نظرًا إلى التزامن داخل نطاق تردد غاما، تبين وجود إعادة ضبط طور تذبذبات ثيتا بشكل تال عند قفل الطور بواسطة منبه ما. يشير هذا إلى تزايد في التزامن العصبي بسبب الاتصالات داخل الشبكات العصبية خلال تشكيل الذكريات عن طريق إعادة تنشيط شبكات معينة باستمرار.
خلال مهام الذاكرة التي تستلزم تشكيل ذكريات سريع، تعمل إعادة ضبط الطور داخل نشاط ألفا على زيادة قوة الذكريات.

### الحصين
يُعد استباق طور ثيتا ظاهرة ملاحظة في حصين الفئران إذ تتعلق هذه الظاهرة بتوقيت حسكات العصبونات. عندما تتنقل الفئران حول بيئتها، يطلق عدد من العصبونات في الحصين (حسكة) لدى اقتراب الحيوان من معلم مألوف. يُضبط كل عصبون مع معلم فريد محدد، لذلك تُسمى هذه العصبونات بخلايا المكان.
من الغريب أنه قد لوحظ إطلاق خلية المكان اعتمادًا على مدى بعد الحيوان عن المعلم. إذ يوجد تذبذب خلفي في الحصين في نطاق ثيتا (4-8 هرتز). عند اقتراب الحيوان من المعلم، تتحرك حسكات خلية المكان مبكرةً في الطور بالنسبة إلى تذبذب ثيتا الخلفي، إذ تقيس إزاحة الطور المسافة أو تمثلها. يُدعى انحراف الطور هذا بالنسبة للمسافة المكانية استباق الطور.